# 米歇尔·科尔曼
米歇尔·科尔曼（英語：Michelle Coleman，1993年10月31日—）生于瓦伦蒂纳，是一名瑞典女子游泳运动员，主攻自由泳。她在九岁时开始练习游泳。她的父亲是新西兰人，她也因此拥有瑞典和新西兰双重国籍。2017年游泳世锦赛后，她一度有过退役的念头，后来在队友萨拉·舍斯特伦的说服下，她决定继续体育生涯。